# Gran Premio del Bahrein 2006
Il Gran Premio del Bahrein 2006 è stata la prima prova della stagione 2006 del campionato mondiale di Formula 1. La gara si è tenuta domenica 12 marzo sul circuito di Manama ed è stata vinta dallo spagnolo Fernando Alonso su Renault, al nono successo in carriera; Alonso ha preceduto all'arrivo il tedesco Michael Schumacher su Ferrari e il finlandese Kimi Räikkönen su McLaren-Mercedes.

## Vigilia

### Aspetti tecnici
Per limitare l'incremento delle prestazioni dei motori, ne è stato diminuito il numero di cilindri da 10 a 8 e la cilindrata da 3,0 a 2,4 litri. Per la prima volta dal Gran Premio d'Europa 1997, sono dunque reintrodotti in Formula 1 i motori V8. Ne fanno uso tutte le squadre eccezion fatta per la Toro Rosso, la quale utilizzerà per il 2006 i motori della Cosworth della stagione 2005, in quanto la loro vettura, la STR1, si tratta di una riedizione della Red Bull RB1, la quale ha corso nella stagione precedente.
La Williams e la Red Bull cambiano motoristi e passano rispettivamente alla Cosworth e alla Ferrari.

### Aspetti sportivi
Le squadre che confermano ambo i propri piloti sono Renault, McLaren, Toyota e Red Bull.
La BMW, dopo aver terminato la sua collaborazione con la Williams, con l'intenzione di voler gestire un proprio team di Formula 1, ha acquistato l'80% della Sauber — con il restante 20% che rimane di proprietà di Peter Sauber — e gareggia a partire dal 2006 come BMW Sauber F1 Team e con licenza tedesca. Per la neonata scuderia gareggiano il canadese Jacques Villeneuve, già pilota della Sauber nel 2005, e il tedesco Nick Heidfeld, proveniente dalla Williams, dove è stato rimpiazzato dal connazionale debuttante Nico Rosberg.
La Jordan Grand Prix viene rilevata dal Midland Group e cambia denominazione in Midland F1 Racing. Per la scuderia russa gareggiano il portoghese Tiago Monteiro, già pilota della Jordan, e il nederlandese Christijan Albers.
La Honda prende il pieno controllo della British American Racing e la trasforma nella Honda Racing F1 Team. La squadra nipponica mantiene il britannico Jenson Button ma sostituisce Takuma Satō con l'ex ferrarista Rubens Barrichello. Il brasiliano viene sostituito dalla scuderia di Maranello con il connazionale Felipe Massa.
L'austriaca Red Bull ha acquistato la Minardi con l'intenzione di trasformarla in una sorta di junior team della Red Bull Racing. La squadra è stata rinominata Toro Rosso, traduzione letterale di "red bull", e continua a operare nella sede faentina. Competono per la Toro Rosso l'italiano Vitantonio Liuzzi e il debuttante Scott Speed.  
Nel 2006 esordisce inoltre la Super Aguri F1, una squadra fondata dall'ex pilota Aguri Suzuki e avente sede a Leafield, nelle strutture nelle quali operava la Arrows. Come piloti assume i nipponici Takuma Satō e Yuji Ide, esordiente.  
Le qualifiche del Gran Premio del Bahrein 2006 sono le prime ad adottare un formato da tre sessioni — chiamate Q1, Q2 e Q3 — con modalità knock-out.  

## Prove

### Risultati
Nella prima sessione del venerdì si è avuta questa situazione:
| Pos | Nº | Pilota         | Costruttore       | Tempo    | Gap    | Giri |
| --- | -- | -------------- | ----------------- | -------- | ------ | ---- |
| 1   | 38 | Robert Kubica  | BMW Sauber        | 1'32"170 |        | 20   |
| 2   | 35 | Alexander Wurz | Williams-Cosworth | 1'32"184 | +0"014 | 18   |
| 3   | 3  | Kimi Räikkönen | McLaren-Mercedes  | 1'33"388 | +1"218 | 6    |

Nella seconda sessione del venerdì si è avuta questa situazione:
| Pos | Nº | Pilota             | Costruttore       | Tempo    | Gap    | Giri |
| --- | -- | ------------------ | ----------------- | -------- | ------ | ---- |
| 1   | 36 | Anthony Davidson   | Honda             | 1'31"353 |        | 28   |
| 2   | 5  | Michael Schumacher | Ferrari           | 1'31"751 | +0"398 | 15   |
| 3   | 35 | Alexander Wurz     | Williams-Cosworth | 1'31"764 | +0"411 | 27   |

Nella sessione del sabato mattina si è avuta questa situazione:
| Pos | Nº | Pilota             | Costruttore | Tempo    | Gap    | Giri |
| --- | -- | ------------------ | ----------- | -------- | ------ | ---- |
| 1   | 12 | Jenson Button      | Honda       | 1'31"857 |        | 16   |
| 2   | 5  | Michael Schumacher | Ferrari     | 1'31"868 | +0"011 | 8    |
| 3   | 1  | Fernando Alonso    | Renault     | 1'31"975 | +0"118 | 11   |

## Qualifiche

### Risultati
Nella sessione di qualifica si è avuta questa situazione:
| Pos | Nº | Pilota               | Costruttore       | Q1          | Q2       | Q3       | Griglia |
| --- | -- | -------------------- | ----------------- | ----------- | -------- | -------- | ------- |
| 1   | 5  | Michael Schumacher   | Ferrari           | 1'33"310    | 1'32"025 | 1'31"431 | 1       |
| 2   | 6  | Felipe Massa         | Ferrari           | 1'33"579    | 1'32"014 | 1'31"478 | 2       |
| 3   | 12 | Jenson Button        | Honda             | 1'32"603    | 1'32"025 | 1'31"549 | 3       |
| 4   | 1  | Fernando Alonso      | Renault           | 1'32"433    | 1'31"215 | 1'31"702 | 4       |
| 5   | 4  | Juan Pablo Montoya   | McLaren-Mercedes  | 1'33"233    | 1'31"487 | 1'32"164 | 5       |
| 6   | 11 | Rubens Barrichello   | Honda             | 1'33"922    | 1'32"322 | 1'32"579 | 6       |
| 7   | 9  | Mark Webber          | Williams-Cosworth | 1'33"454    | 1'32"309 | 1'33"006 | 7       |
| 8   | 15 | Christian Klien      | RBR-Ferrari       | 1'34"308    | 1'32"106 | 1'33"112 | 8       |
| 9   | 2  | Giancarlo Fisichella | Renault           | 1'32"934    | 1'31"831 | 1'33"496 | 9       |
| 10  | 16 | Nick Heidfeld        | BMW Sauber        | 1'33"374    | 1'31"958 | 1'33"926 | 10      |
| 11  | 17 | Jacques Villeneuve   | BMW Sauber        | 1'33"882    | 1'32"456 | N.D.     | 11      |
| 12  | 10 | Nico Rosberg         | Williams-Cosworth | 1'32"945    | 1'32"620 | N.D.     | 12      |
| 13  | 14 | David Coulthard      | RBR-Ferrari       | 1'33"678    | 1'32"850 | N.D.     | 13      |
| 14  | 8  | Jarno Trulli         | Toyota            | 1'33"987    | 1'33"066 | N.D.     | 14      |
| 15  | 20 | Vitantonio Liuzzi    | STR-Cosworth      | 1'34"439    | 1'33"416 | N.D.     | 15      |
| 16  | 21 | Scott Speed          | STR-Cosworth      | 1'33"995    | 1'34"606 | N.D.     | 16      |
| 17  | 7  | Ralf Schumacher      | Toyota            | 1'34"702    | N.D.     | N.D.     | 17      |
| 18  | 19 | Christijan Albers    | MF1-Toyota        | 1'35"724    | N.D.     | N.D.     | 18      |
| 19  | 18 | Tiago Monteiro       | MF1-Toyota        | 1'35"900    | N.D.     | N.D.     | 19      |
| 20  | 22 | Takuma Satō          | Super Aguri-Honda | 1'37"411    | N.D.     | N.D.     | 20      |
| 21  | 23 | Yuji Ide             | Super Aguri-Honda | 1'40"270    | N.D.     | N.D.     | 21      |
| 22  | 3  | Kimi Räikkönen       | McLaren-Mercedes  | senza tempo | N.D.     | N.D.     | 22      |

In grassetto sono indicate le migliori prestazioni in Q1, Q2 e Q3.

## Gara

### Resoconto

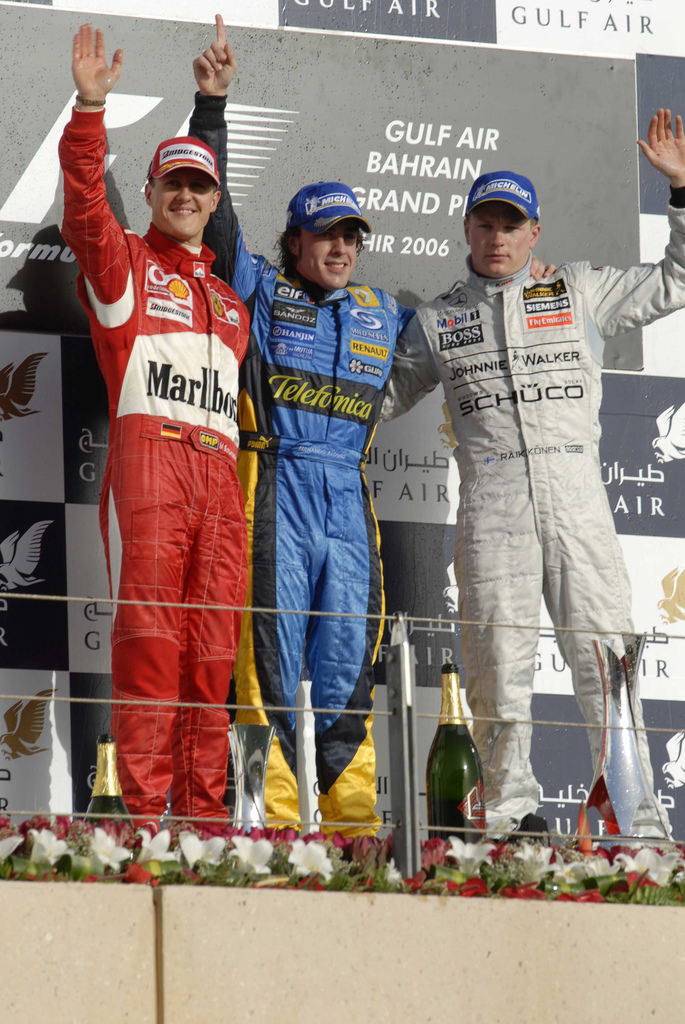
I primi tre classificati del Gran Premio sul podio

Al via Michael Schumacher mantiene la prima posizione, mentre Fernando Alonso prova a superare, senza successo, Felipe Massa; più indietro Nick Heidfeld, a causa di un testacoda, si ritrova in ultima posizione. Alonso riesce comunque a superare Massa portandosi al secondo posto e lanciandosi all'inseguimento di Schumacher. Dopo la prima serie di pit stop le posizioni rimangono sostanzialmente invariate, con il tedesco della Ferrari che mantiene la prima posizione fino al trentaseiesimo giro, quando rientra per la seconda sosta: al comando si porta Alonso, che compie tre giri a ritmo sostenuto fino al trentanovesimo passaggio, quando rientra ai box anche lui per rifornire. Al termine della sosta il pilota spagnolo esce alla pari con il tedesco della Ferrari, ma riesce a difendere la prima posizione fino all'arrivo. Nel frattempo, al ventunesimo giro, l'altro pilota della Renault, Giancarlo Fisichella, è costretto al ritiro a causa di problemi idraulici.
Salgono dunque sul podio, assieme allo spagnolo, Michael Schumacher e Kimi Räikkönen. Il finlandese, partito ventiduesimo, ha guadagnato durante la gara 19 posizioni, il maggior numero dal Gran Premio di San Marino 1993, quando Fabrizio Barbazza risalì la classifica di 25 posizioni.

### Risultati
I risultati del Gran Premio sono i seguenti:
| Pos | Nº | Pilota               | Costruttore       | Giri | Tempo/Ritiro | Griglia | Punti |
| --- | -- | -------------------- | ----------------- | ---- | ------------ | ------- | ----- |
| 1   | 1  | Fernando Alonso      | Renault           | 57   | 1h29'46"205  | 4       | 10    |
| 2   | 5  | Michael Schumacher   | Ferrari           | 57   | +1"246       | 1       | 8     |
| 3   | 3  | Kimi Räikkönen       | McLaren-Mercedes  | 57   | +19"360      | 22      | 6     |
| 4   | 12 | Jenson Button        | Honda             | 57   | +19"992      | 3       | 5     |
| 5   | 4  | Juan Pablo Montoya   | McLaren-Mercedes  | 57   | +37"048      | 5       | 4     |
| 6   | 9  | Mark Webber          | Williams-Cosworth | 57   | +41"932      | 7       | 3     |
| 7   | 10 | Nico Rosberg         | Williams-Cosworth | 57   | +63"043      | 12      | 2     |
| 8   | 15 | Christian Klien      | RBR-Ferrari       | 57   | +66"771      | 8       | 1     |
| 9   | 6  | Felipe Massa         | Ferrari           | 57   | +69"907      | 2       |       |
| 10  | 14 | David Coulthard      | RBR-Ferrari       | 57   | +75"541      | 13      |       |
| 11  | 20 | Vitantonio Liuzzi    | STR-Cosworth      | 57   | +85"997      | 15      |       |
| 12  | 16 | Nick Heidfeld        | BMW Sauber        | 56   | +1 giro      | 10      |       |
| 13  | 21 | Scott Speed          | STR-Cosworth      | 56   | +1 giro      | 16      |       |
| 14  | 7  | Ralf Schumacher      | Toyota            | 56   | +1 giro      | 17      |       |
| 15  | 11 | Rubens Barrichello   | Honda             | 56   | +1 giro      | 6       |       |
| 16  | 8  | Jarno Trulli         | Toyota            | 56   | +1 giro      | 14      |       |
| 17  | 18 | Tiago Monteiro       | MF1-Toyota        | 55   | +2 giri      | PL      |       |
| 18  | 22 | Takuma Satō          | Super Aguri-Honda | 53   | +4 giri      | 20      |       |
| Rit | 23 | Yuji Ide             | Super Aguri-Honda | 35   | Motore       | 21      |       |
| Rit | 17 | Jacques Villeneuve   | BMW Sauber        | 29   | Motore       | 11      |       |
| Rit | 2  | Giancarlo Fisichella | Renault           | 21   | Idraulica    | 9       |       |
| Rit | 19 | Christijan Albers    | MF1-Toyota        | 0    | Trasmissione | 18      |       |

## Classifiche mondiali

### Piloti
| Pos | Pilota             | Punti |
| --- | ------------------ | ----- |
| 1   | Fernando Alonso    | 10    |
| 2   | Michael Schumacher | 8     |
| 3   | Kimi Räikkönen     | 6     |
| 4   | Jenson Button      | 5     |
| 5   | Juan Pablo Montoya | 4     |
| 6   | Mark Webber        | 3     |
| 7   | Nico Rosberg       | 2     |
| 8   | Christian Klien    | 1     |

### Costruttori
| Pos | Costruttore       | Punti |
| --- | ----------------- | ----- |
| 1   | Renault           | 10    |
| 2   | McLaren-Mercedes  | 10    |
| 3   | Ferrari           | 8     |
| 4   | Honda             | 5     |
| 5   | Williams-Cosworth | 5     |
| 6   | RBR-Ferrari       | 1     |

## Decisioni della FIA
Nick Heidfeld riceve una reprimenda per aver forzato David Coulthard a uscire di pista.